# Marang (huyện)
Huyện Marang là một huyện thuộc bang Terengganu của Malaysia. Huyện Marang có dân số thời điểm năm 2010 ước tính khoảng 94886 người.